# Zürcher Landzeitung
Zürcher Landzeitung war die kurzlebige Dachmarke eines Kopfblattsystems im Herbst 2006 der drei Zürcher Regionalzeitungen Zürichsee-Zeitung, Zürcher Oberländer und Zürcher Unterländer. Der Mantel wurde von der Zürichsee-Zeitung in Stäfa hergestellt.
Die Verlage der drei Zeitungen, an denen die Neue Zürcher Zeitung über die Freie Presse Holding beteiligt war (Zürcher Unterländer zu 100 %, Zürichsee-Zeitung zu 40 %, Zürcher Oberländer zu 38 %), gründeten dafür 2006 die Zürich Land Medien AG.
Nach der Übernahme von 60 % der Zürichsee-Zeitung Ende 2006 durch die Tamedia kam es zum Beteiligungstausch zwischen dieser und der Neuen Zürcher Zeitung: Tamedia übernahm die Beteiligungen der Neuen Zürcher Zeitung an den drei Regionalzeitungen und gab dieser ihre Beteiligung an der Thurgauer Zeitung ab.
Tamedia löste darauf 2007 die «Zürcher Landzeitung» durch den neuen, mit dem Winterthurer Landboten ergänzten Verbund der «Zürcher Regionalzeitungen» ab.
Die «Zürcher Landzeitung» erzielte eine Auflage von 95'255 verkauften Exemplaren (in der wöchentlichen Grossauflage 252'434 Exemplare).